# 1293 هـ
1293 هـ هي سنة في التقويم الهجري امتدت مقابلةً في التقويم الميلادي بين سنتي 1876 و1877.

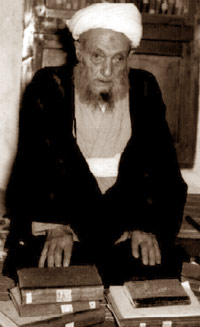
آغا بزرك الطهراني

## أحداث
- 7 ربيع الثاني - إنشاء صندوق الدين بمصر، بعد عجز الخديوي إسماعيل عن سداد أقساط ديون مصر المستحقة لبنوك أوروبية.
- 7 ربيع الثاني - البلغار يقومون بعصيان ضد الدولة العثمانية في بلغاريا التي كانت تسمى آنذاك إيالة الطونة، بمساعدة من روسيا، ويقتلون ألف مسلم، لكن القائد العثماني عبد الكريم نادر باشا تمكن من القضاء على هذا التمرد.
- 6 جمادى الأولى: عزل السلطان «عبد العزيز خان» بن السلطان محمود الثاني، الخليفة الثاني والثلاثين في سلسلة خلفاء الدولة العثمانية، تولى السلطنة في سنة (1277 هـ = 1861م).

## مواليد
- أمين الريحاني
- بديع الزمان سعيد النورسي
- بكر بابصيل
- عبد العزيز الثعالبي
- عبد العزيز جاويش
- قاسم القيسي
- محمد الخضر حسين
- محمد كرد علي
- نعمان الأعظمي - واعظ وفقيه وسياسي عراقي. (توفي عام 1355هـ).
- الملك عبد العزيز بن عبد الرحمن آل سعود مؤسس المملكة العربية السعودية.
- آغا بزرك الطهراني
- أحمد بن محمد بن سلطان الحرفوش
- أحمد عيسى (طبيب)
- أويجن متفخ
- ضاري بن طوالة
- عبد الحسين نور الدين
- فاضل الصيدلي
- كليفورد وتنجام بيرز
- محمد العجاجي
- مصطفى النحاس

## وفيات
- أحمد الترمانيني
- إدورد وليم لين
- عبد العزيز الأول
- عبد اللطيف بن عبد الرحمن بن حسن آل الشيخ
- قاضي عسكر مصطفى عزت
- لافونتي ألكنترا
- مصطفى العروسي
- الأمير سعود بن جلوي بن تركي آل سعود.